# Cyclothone pygmaea
Cyclothone pygmaea és una espècie de peix pertanyent a la família dels gonostomàtids.

## Descripció
- El mascle pot arribar a fer 2 cm de llargària màxima i la femella 2,9.[6][7]

## Reproducció
Té lloc des de la primavera fins a la tardor i la seua fase planctònica es desenvolupa a 100 m de fondària

## Hàbitat
És un peix marí i batipelàgic que viu entre 500 i 1.000 m de fondària i entre les latituds 47°N-30°N, 6°W-36°E.

## Distribució geogràfica
Es troba a la mar Mediterrània: Algèria, Xipre, Egipte, França, Gibraltar, Grècia, Israel, Itàlia, el Líban, Líbia, Malta, Mònaco, el Marroc, l'Estat espanyol (incloent-hi les illes Balears), Síria, Tunísia i Turquia.

## Observacions
És inofensiu per als humans.